# 토마스 처브

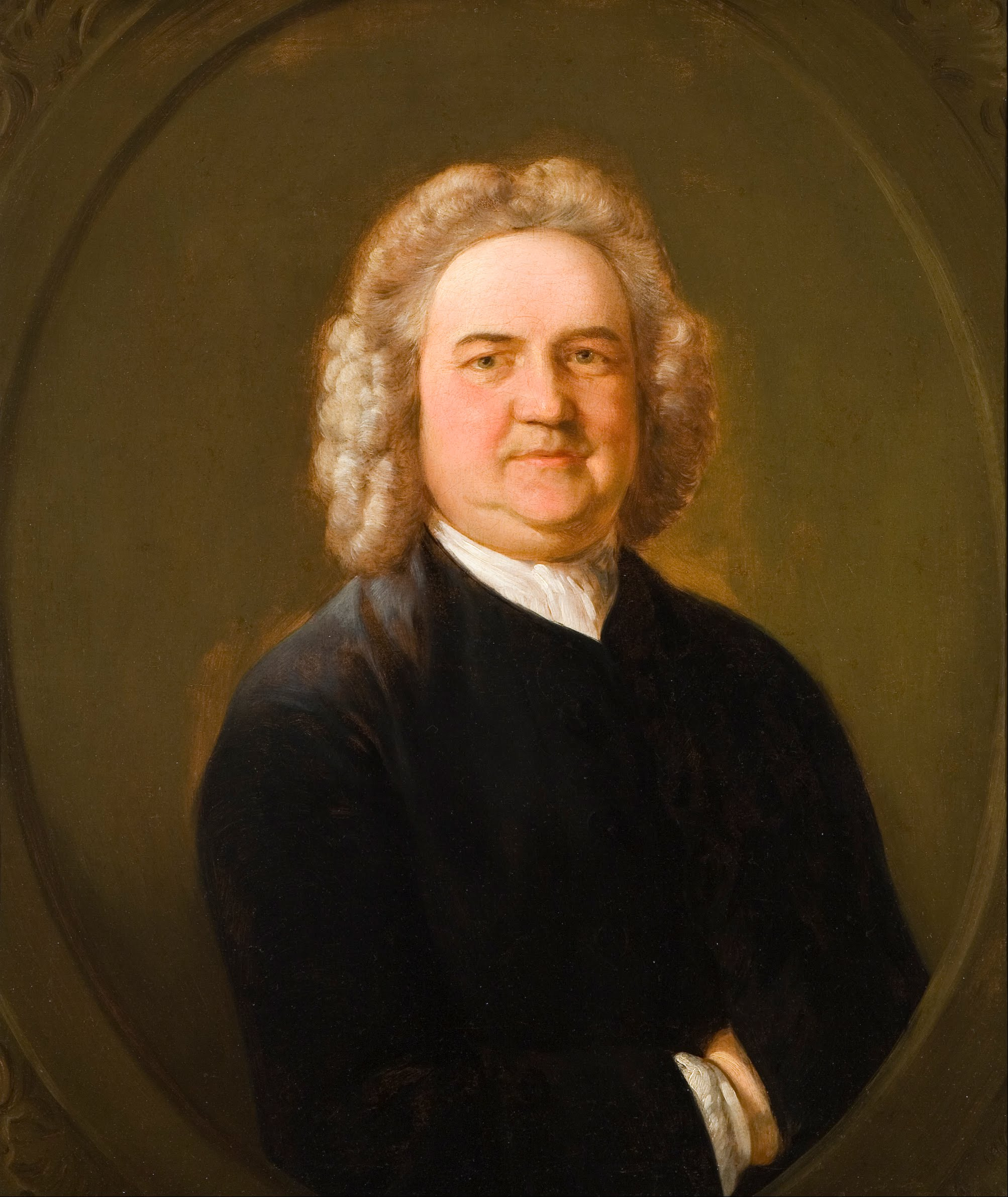

토마스 처브(Thomas Chubb, 1679년 9월 29일 - 1747년 2월 8일)는 영국의 이신론자로 셀리스베리 근처에서 태어났다. 그는 그리스도를 신적인 교사로 보았고 그리스도가 종교에 관한 신적 주권을 행사할 만한 이성을 소유했다고 주장하였다. 이성적 근거로 기독교를 방어하였지만, 도덕성에 대하여 의문을 품었다. 그의 저서는 조너선 에드워즈의 논박의 글인 <의지의 자유>에서 혹독한 비판을 바았다. 새뮤얼 클러크의 제자로 아리안주의에서 변형된 이신론자로 서서히 옮겼다.

## 이성주의
그는 기독교의 중요교리에 대하여 쓰레기라고 부르며, 기독교의 타락한 교리라고 주장하였다. 이성을 변호하고, 자선을 인간 헌법의 한 부분으로 칭하였다. 인간의 본성을 강조하여 존 로크의 자연법의 영원한 타당성을 옹호하였다.

## 저서
- The True Gospel of Jesus Christ, Asserted
- The Previous Question with Regard to Religion ( Tract )
- Discourse concerning Reason